# Łukowski Obszar Chronionego Krajobrazu

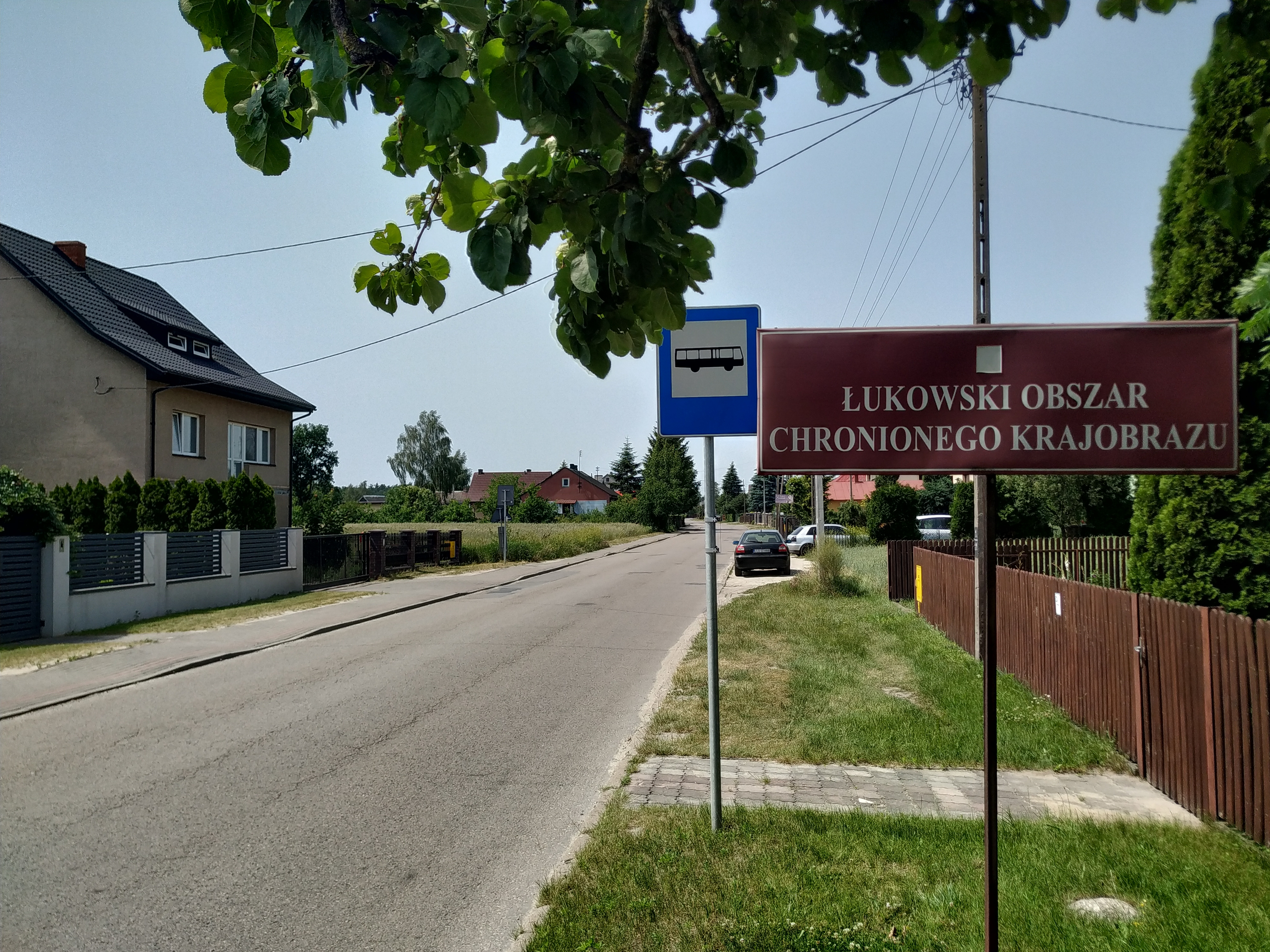
Zimna Woda w Łukowie. Tablica informująca o wjeździe na teren Łukowskiego Obszaru Chronionego Krajobrazu

Łukowski Obszar Chronionego Krajobrazu (ŁOChK) – obszar chronionego krajobrazu utworzony w 1986 roku, położony w północno-zachodniej części województwa lubelskiego oraz we wschodniej części województwa mazowieckiego.

## Historia i status prawny
Łukowski Obszar Chronionego Krajobrazu powstał na mocy Uchwały Nr XVII/99/86 WRN w Siedlcach z dnia 28.10.1986 r. w sprawie obszarów chronionego krajobrazu. Po reformie administracyjnej w 1999 roku znalazł się w granicach województw lubelskiego i mazowieckiego.
Najnowszy akt prawny dotyczący ŁOChK w województwie lubelskim to Uchwała Nr XLII/625/2018 Sejmiku Województwa Lubelskiego z dnia 13 lipca 2018 r. w sprawie Łukowskiego Obszaru Chronionego Krajobrazu. Na nowo określiła ona Łukowski Obszar Chronionego Krajobrazu, w tym jego położenie i granice, ustalenia dotyczące czynnej ochrony ekosystemów oraz zakazy obowiązujące na terenie ŁOChK.
W województwie mazowieckim obowiązuje Rozporządzenie Nr 16 Wojewody Mazowieckiego z dnia 15 kwietnia 2005 r. w sprawie Łukowskiego Obszaru Chronionego Krajobrazu, zmienione Uchwałą Nr 34/13 Sejmiku Województwa Mazowieckiego z dnia 18 lutego 2013 r.

## Położenie i powierzchnia
Obecnie ŁOChK obejmuje tereny o łącznej powierzchni 23 260,60 ha, w tym:
- województwo lubelskie: 19 020,60 ha w powiecie łukowskim na terenie gmin: Łuków, Stoczek Łukowski, Stanin oraz miast Łuków i Stoczek Łukowski[2][3].
- województwo mazowieckie: 4240,0 ha w powiecie siedleckim na terenie gmin: Domanice, Wiśniew i Wodynie[4].

## Ogólna charakterystyka
Większość powierzchni tego obszaru jest zalesiona. Na terenie obszaru utworzono 5 rezerwatów przyrody: Jata i Topór (na terenie Nadleśnictwa Łuków) oraz Kra Jurajska, Dąbrowy Seroczyńskie i Kulak.
ŁOChK obejmuje tereny chronione ze względu na wyróżniający się krajobraz o zróżnicowanych ekosystemach, wartościowe ze względu na możliwość zaspokajania potrzeb związanych z turystyką i wypoczynkiem, a także pełnioną funkcją korytarzy ekologicznych.
Ideą powstania obszaru była ochrona kompleksów leśnych z udziałem jodły oraz wydm i mokradeł w dolinie rzeki Krzny. Łukowski Obszar Chronionego Krajobrazu wyróżnia się ciekawą i zróżnicowaną rzeźbą terenu – występują tutaj liczne pagórki moreny czołowej, głazy narzutowe oraz doliny rzeczne. Obszar posiada również bogatą szatę roślinną – na terenie Nadleśnictwa Łuków są to głównie bory z udziałem jodły, które są rzadkością w tym regionie.
Teren Łukowskiego Obszaru Chronionego Krajobrazu przyciąga wiele gatunków ptaków. Szczególnym bogactwem wyróżnia się kompleks leśny „Jagodne”, gdzie stwierdzono bytowanie ponad 100 gatunków lęgowych ptaków.
Obszar posiada również atrakcyjne miejsca krajobrazowe oraz wiele miejsc pamięci narodowej.

## Nadzór
Nadzór nad częścią obszaru położoną w województwie lubelskim sprawuje Dyrektor Zespołu Lubelskich Parków Krajobrazowych. Nadzór nad obszarem w granicach województwa mazowieckiego sprawuje Marszałek Województwa Mazowieckiego.